# لارک (بن)
لارک، روستایی از توابع بخش مرکزی ، شهرستان بن در استان چهارمحال و بختیاری ایران است.

## جمعیت
این روستا در 5 کیلومتری شهر بن از توابع استان چهارمحال و بختیاری و در فاصله تقریبی 35 کیلومتری شهرکرد قرار دارد و براساس سرشماری مرکز آمار ایران در سال ۱۳۹۰، جمعیت آن ۶۰۰ نفر (۱۸۴خانوار) بوده‌است.